# کلر دان
کلر دان (متولد ۲۷ آوریل ۱۹۸۷) یک نوازنده کانتری آمریکایی از جنوب شرقی کلرادو است. او با بی‌ام‌جی رایتز منیج‌منت قرارداد امضا کرده‌است. در ژوئن ۲۰۲۱، دان توسط یک راننده لیفت در نشویل مورد حمله قرار گرفت.

## آهنگ‌شناسی

### نمایشنامه‌های تمدید شده
| عنوان   | جزئیات                                                               | حراجی              |
| ------- | -------------------------------------------------------------------- | ------------------ |
| کلر دان | - تاریخ انتشار: ۱۸ سپتامبر ۲۰۱۵ - برچسب: گروه موسیقی یونیورسال نشویل | ایالات متحده: 8600 |

### تک آهنگها
| سال                                                    | تنها           | نمودار اوج موقعیت‌ها | نمودار اوج موقعیت‌ها        | حراجی               | آلبوم   |
| سال                                                    | تنها           | کشور آمریکا         | ایرپلی کانتری ایالات متحده | حراجی               | آلبوم   |
| ------------------------------------------------------ | -------------- | ------------------- | -------------------------- | ------------------- | ------- |
| ۲۰۱۳                                                   | "برو بیرون"    | -                   | -                          |                     |         |
| ۲۰۱۴                                                   | "سمت کابوی تو" | -                   | -                          |                     | کلر دان |
| ۲۰۱۵                                                   | "حرکت کن"      | ۴۸                  | ۴۵                         |                     | کلر دان |
| ۲۰۱۶                                                   | "تاکسیدو"      | ۴۵                  | ۵۱                         | ایالات متحده: 93000 | کلر دان |
| ۲۰۱۸                                                   | "بیشتر"        | -                   | ۶۰                         |                     |         |
| «—» نشان‌دهنده نسخه‌هایی است که در نمودار قرار نگرفته‌اند |                |                     |                            |                     |         |

### نماهنگ
| سال  | ویدئو     | کارگردان      |
| ---- | --------- | ------------- |
| ۲۰۱۵ | "حرکت کن" | تی کی مک کامی |
| ۲۰۱۶ | "تاکسیدو" | کریستین بارلو |